# Günther von Le Suire

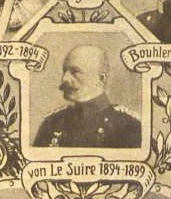
Günther von Le Suire

Friedrich Günther Julius Wilhelm von Le Suire (* 21. Oktober 1846 in Ansbach; † 17. Juli 1906 in Altenmuhr) war ein bayerischer Generalmajor und Kammerherr.

## Leben

### Herkunft
Die Familie von Le Suire stammt aus Mittelfrankreich und wurde dort um 1406 erstmals erwähnt. Zum Protestantismus übergetreten musste Daniel von Le Suire 1670 nach Deutschland fliehen und trat in die Dienste des Fürsten zu Öttingen-Wallerstein. Hier bekleideten Familienmitglieder diverse Ämter als Beamte und Offiziere. 1820 wurden sie vom bayerischen König Maximilian I. Joseph unter Berufung auf ihre adelige Herkunft in den erblichen Adelsstand aufgenommen.
Günther von Le Suire war ein Sohn des bayerischen Generalleutnants und Kriegsministers Wilhelm von Le Suire und dessen zweiten Ehefrau Adolfine, geborene von Danckelmann (1817–1899).

### Militärkarriere
Le Suire trat 1864 als Kadett in das 2. Chevaulegers-Regiment „Taxis“ der Bayerischen Armee in Regensburg ein. 1866 nahm er mit dem Regiment am Feldzug gegen Preußen teil und wurde im selben Jahr Sekondeleutnant. 1870/71 war Le Suire im Deutsch-Französischen Krieg Ordonnanzoffizier bei der Reserve-Kavallerie-Brigade des II. Armee-Korps und kam während der Kämpfe bei Weißenburg, Wörth, Sedan sowie der Belagerung von Paris zum Einsatz. Von 1873 bis 1876 absolvierte Le Suire die Bayerische Kriegsakademie, die ihm die Qualifikation für die Höhere Adjutantur aussprach. 1876 wurde Le Suire Adjutant von Arnulf von Bayern und begleitete den Prinzen 1877/78 während des Russisch-Osmanischen Krieges. Nach seiner Rückkehr wurde er von diesem Kommando entbunden und zum 1. Schwere-Reiter-Regiment „Prinz Karl von Bayern“ versetzt. 1880 wurde Le Suire Adjutant der 1. Kavallerie-Brigade und im Jahr darauf erhielt er das Posten als Adjutant des Prinzen Leopold von Bayern. 1882 folgte seine Beförderung zum Rittmeister und Ernennung zum Eskadronchef im 1. Schwere-Reiter-Regiment „Prinz Karl von Bayern“. Im weiteren Verlauf seiner Militärkarriere war Le Suire als Oberst von 1894 bis 1899 Kommandeur des 1. Ulanen-Regiment „Kaiser Wilhelm II., König von Preußen“ in Bamberg und anschließend als Generalmajor Kommandeur der 2. Kavallerie-Brigade in Augsburg. 1903 wurde er von diesem Kommando entbunden und zur Disposition gestellt.
Le Suire war außerdem seit 1886 Kammerherren sowie Rechtsritters des Johanniterordens. Von seinem früh verstorbenen Vater hatte er Schloss Altenmuhr geerbt, wo er lebte und später auch starb.

### Familie
Seit 1879 war Günther von Le Suire verheiratet mit Adelheid von Mannlich (1860–1941), Nachfahrin des Malers Johann Christian von Mannlich. Aus der Ehe ging u. a. der Sohn Günther Adolf Karl von Le Suire (1880–1950) hervor. Er wurde später bayerischer Kammerherr, Offizier sowie Ministerialdirektor und nahm 1919/21 als deutscher Diplomat an den Friedensverhandlungen von Versailles und London teilnahm.